# Вижийтоаря
Вижийтоаря (рум. Vâjâitoarea) — село у повіті Вранча в Румунії. Входить до складу комуни Тетерану.
Село розташоване на відстані 150 км на північний схід від Бухареста, 26 км на південь від Фокшан, 56 км на захід від Галаца, 133 км на схід від Брашова.

## Населення
За даними перепису населення 2002 року у селі проживали 303 особи, усі — румуни. Усі жителі села рідною мовою назвали румунську.